# Йоасаф Костурски
Йоасаф (на гръцки: Ιωάσαφ) е православен духовник, костурски митрополит на Охридската архиепископия от средата на XVI век.

## Биография
Йоасаф участва в Цариградския събор, председателстван от архиепископ Паисий Охридски, който сваля патриарх Йоасаф II Константинополски в 1565 година (7073 от Сътворението). Йоасаф подписва акта на събора от януари 1565 година като смирен митрополит Костурски Йоасаф и протрон на цяла България (ο ταπεινός μητροπολίτης Καστοριάς Ίωάσαφ καί πρωτόθρονος πάσης Βουλγαρίας). В кондиката на Костурската митрополия (EBE 2751) Йоасаф се споменава в 1566 година и на 28 декември 1567 година. Той е споменат и в актове в кондиката EBE 2752 от годината ζογ' (1564/65) до март ζοδ' (1566).